# Mała Wieś Dolna
Mała Wieś Dolna est une localité polonaise de la gmina de Sulików, située dans le powiat de Zgorzelec en voïvodie de Basse-Silésie.